# فرماندهی تجهیزات هوایی
فرماندهی تجهیزات هوایی (انگلیسی: Air Materiel Command) به سرفرماندهی نیروی هوایی ایالات متحده آمریکا (USAF) و نیروهای هوایی ایالات متحده (USAAF) بین سال‌های ۱۹۴۶ تا ۱۹۶۱ میلادی گفته می‌شد.